# Major League Baseball
Major League Baseball (zkratka MLB) je nejvyšší a plně profesionální baseballová liga v severní Americe. Často se stejným názvem označuje i organizace, která na chod této ligy dohlíží.
MLB vznikla jako společná soutěž dvou profesionálních soutěží – National League a American League. National League (NL) je starší a vznikla již v roce 1876. V roce 1901 vzniká konkurenční American League (AL). Až do smíru v roce 1903 si obě ligy konkurovaly a přebíraly hráče.
Toto rozdělení je dodnes patrné na organizační struktuře, kdy dva týmy ze stejného státu (v případě Los Angeles, New Yorku či Chicaga i ze stejných měst) patří do opačných „větví“ ligy.
Nejvýraznějším rozdílem mezi American League a National League je pozice suplujícího pálkaře (DH – designated hitter) v American League, který nahrazuje na pálce nadhazovače, ale nehraje obranu v poli. V National League musí na pálku i nadhazovač (od roku 2022 již neplatí, nadhazovač ale pálit může).

## Organizace soutěže

### Základní část
Základní část soutěže se hraje od dubna do září. Každý z 30 týmů v ní odehraje 162 zápasů rozdělených do jednotlivých sérií dvou a více utkání proti jednomu týmu. Standardně se nestává, že by týmy proti sobě odehrály pouze jedno utkání. Od roku 2023 bude káždý tým hrát se všemi ostatními týmy aspoň 1x.
Až do roku 1997 se v základní části nehrály meziligové zápasy (tzv. inter-league series) mezi účastníky American a National league. Týmy z opačné ligy se potkaly až případně ve World Series. Od roku 1997 se do rozpisu pravidelně přidávají i tyto inter-league series mezi týmy určité divize z AL proti určité divize z NL střídající se každý rok rotačním principem.

### Postseason
Do Postseason, jak se nazývá playoff, postupuje celkem 12 týmů. 2 nejlepší týmy z káždé ligy (Národní a Americké) postupují do tzv. Divizní série. Doplní je další 4 týmy (2 z NL a 2 z AL), které vyhráli tzv. Divokou kartu (3.-6. nejlepší týmy v každé lize).
Playoff American League a National League se hrají odděleně. První utkání se hraje na půdě lépe umístěného týmu po základní části. Nejprve se odehrají utkání držitelů wild-card na 2 vítězná zápas. Následují divizní série na tři vítězná utkání a ligové finále (championship series), které se hrají na čtyři vítězná utkání. Následně postupují do Světové série, která je taktéž hrána na 4 vítězná utkání a rozhoduje o mistru MLB.

### Světová série
Světová série nebo též World Series, je finále playoff ve kterém se utkávají vítězové playoff American League a National League.
Do roku 2002 se střídala výhoda domácího prostředí prvního zápasu Světové série mezi účastníky AL a NL, od roku 2002 až do roku 2016 získal výhodu domácího prostředí tým z ligy, která zvítězila v utkání hvězd. Od roku 2017 má výhodu domácího prostředí tým s lepšími výsledky v základní části.

## Rozdělení týmů

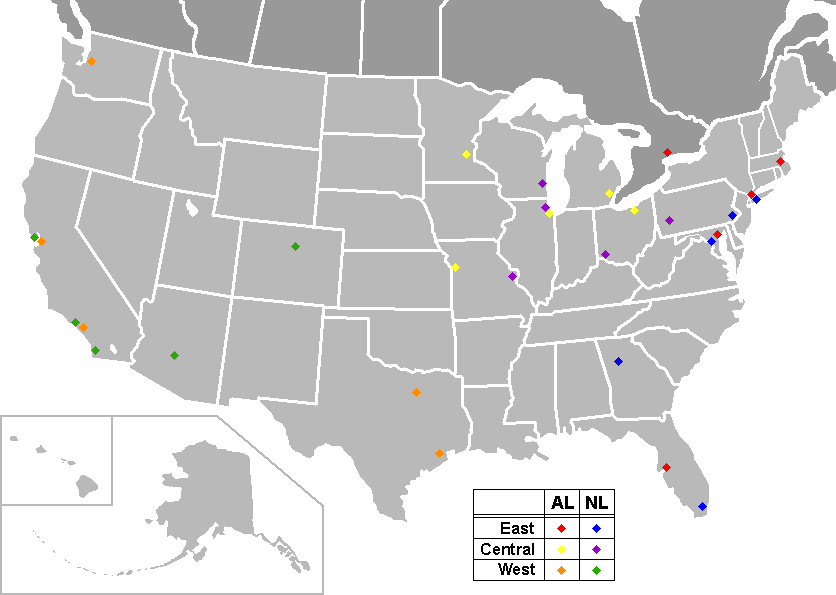
Mapka umístění týmů MLB

Následující tabulka zachycuje dělení MLB na dvě ligy, z nichž každá má tři divize po pěti týmech. Stávající struktura ligy je neměnná od roku 2013, kdy se tým Houston Astros přesunul z National League do American League. V roce 1998 se přesunul z AL do NL tým Milwaukee Brewers. V rámci každé z lig bylo přesunů (do jiného města) více.
American League
| Divize    | Tým                           | Sídlo                    | Rok založení | Stadion                          | kapacita |
| --------- | ----------------------------- | ------------------------ | ------------ | -------------------------------- | -------- |
| Východní  | Baltimore Orioles             | Baltimore, Maryland      | 1901         | Oriole Park at Camden Yards      | 45 971   |
| Východní  | Boston Red Sox                | Boston, Massachusetts    | 1901         | Fenway Park                      | 37 949   |
| Východní  | New York Yankees              | New York, New York       | 1901         | Yankee Stadium                   | 49 638   |
| Východní  | Tampa Bay Rays                | St. Petersburg, Florida  | 1998         | Tropicana Field                  | 31 042   |
| Východní  | Toronto Blue Jays             | Toronto, Ontario, Kanada | 1977         | Rogers Centre                    | 49 282   |
| Centrální | Chicago White Sox             | Chicago, Illinois        | 1901         | Guaranteed Rate Field            | 40 615   |
| Centrální | Cleveland Indians             | Cleveland, Ohio          | 1901         | Progressive Field                | 35 225   |
| Centrální | Detroit Tigers                | Detroit, Michigan        | 1901         | Comerica Park                    | 41 297   |
| Centrální | Kansas City Royals            | Kansas City, Missouri    | 1969         | Kauffman Stadium                 | 37 903   |
| Centrální | Minnesota Twins               | Minneapolis, Minnesota   | 1901         | Target Field                     | 38 871   |
| Západní   | Houston Astros                | Houston, Texas           | 1962         | Minute Maid Park                 | 41 676   |
| Západní   | Los Angeles Angels of Anaheim | Anaheim, Kalifornie      | 1961         | Angel Stadium                    | 45 957   |
| Západní   | Oakland Athletics             | Oakland, Kalifornie      | 1901         | Oakland-Alameda County Colliseum | 35 067   |
| Západní   | Seattle Mariners              | Seattle, Washington      | 1977         | Safeco Field                     | 47 943   |
| Západní   | Texas Rangers                 | Arlington, Texas         | 1961         | Globe Life Park in Arlington     | 48 114   |

National League
| Divize    | Tým                   | Sídlo                     | Rok založení | Stadion                 | kapacita |
| --------- | --------------------- | ------------------------- | ------------ | ----------------------- | -------- |
| Východní  | Atlanta Braves        | Cumberland, Georgie       | 1871         | SunTrust Park           | 41 500   |
| Východní  | Miami Marlins         | Miami, Florida            | 1993         | Marlins Park            | 36 742   |
| Východní  | New York Mets         | New York, New York        | 1962         | Citi Field              | 41 922   |
| Východní  | Philadelphia Phillies | Filadelfie, Pensylvánie   | 1883         | Citizens Balk Park      | 43 651   |
| Východní  | Washington Nationals  | Washington, D.C.          | 1969         | Nationals Park          | 41 313   |
| Centrální | Chicago Cubs          | Chicago, Illinois         | 1874         | Wrigley Field           | 41 268   |
| Centrální | Cincinnati Reds       | Cincinnati, Ohio          | 1882         | Great American Ballpark | 42 319   |
| Centrální | Milwaukee Brewers     | Milwaukee, Wisconsin      | 1969         | Miller Park             | 41 900   |
| Centrální | Pittsburgh Pirates    | Pittsburgh, Pensylvánie   | 1882         | PNC Park                | 38 362   |
| Centrální | St. Louis Cardinals   | St. Louis, Missouri       | 1882         | Busch Stadium           | 43 975   |
| Západní   | Arizona Diamondbacks  | Phoenix, Arizona          | 1998         | Chase Field             | 48 519   |
| Západní   | Colorado Rockies      | Denver, Colorado          | 1993         | Coors Field             | 50 398   |
| Západní   | Los Angeles Dodgers   | Los Angeles, Kalifornie   | 1884         | Dodger Stadium          | 56 000   |
| Západní   | San Diego Padres      | San Diego, Kalifornie     | 1969         | Petco Park              | 40 162   |
| Západní   | San Francisco Giants  | San Francisco, Kalifornie | 1883         | AT&T Park               | 41 915   |